# غيم بوي بلاير
غيم بوي بلاير (بالإنجليزية: Game Boy Player)‏ هو طرفية لنظام نينتندو غيم كيوب تم تطويره بواسطة نينتندو والذي يمكّنه من لعب خراطيش غيم بوي وغيم بوي كولر وغيم بوي أدفانس، مما يسمح بتشغيل هذه الألعاب على التلفاز.
يتصل عبر المنفذ المتوازي عالي السرعة في الجزء السفلي من غيم كيوب ويتطلب استخدام قرص تمهيد للوصول إلى الجهاز. بدلاً من محاكاة نظام غيم كيوب، يستخدم غيم بوي بلاير أجهزة مادية مطابقة تقريبًا لتلك الموجودة في غيم بوي أدفانس. لا يستخدم الجهاز التأثيرات المحسّنة التي يستخدمها سوبر غيم بوي (طرفية مماثل لنظام سوبر نينتندو إنترتينمنت سيستم).

## التصميم والميزات

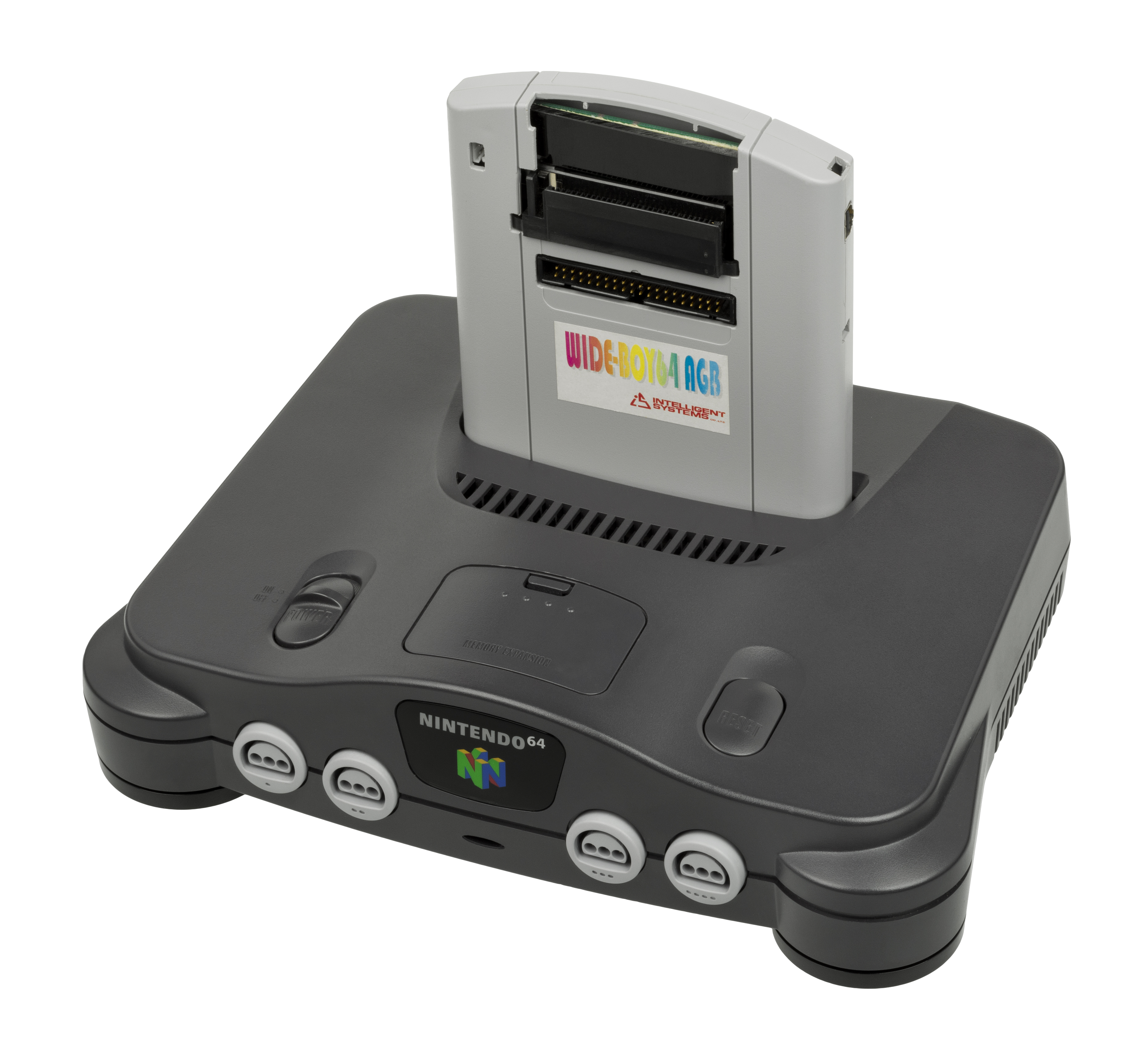
قبل غيم بوي بلاير، قامت إنتيليجنت سيستمز بصنع وايد بوي 64 آي جي بي، وهو طرفية تسمح بتشغيل ألعاب غيم بوي أدفانس من خلال نينتندو 64. تم تحويل أداة المطور هذه لاحقًا إلى غيم بوي بلاير وبيعها للمستهلكين.

يتوفر غيم بوي بلاير بألوان مختلفة: نيلي، أسود، أو بلاتينيوم في اليابان؛ الأسود في أمريكا الشمالية وأوروبا والأسود والنيلي في أستراليا. تم إصدار مشغل غيم بوي خاص لنظام باناسونيك كيو (SH-GB10-H) لأن أرجل كيو موجهة بشكل مختلف عن غيم كيوب. تحتوي جميع غيم بوي بلاير على براغي في الجزء السفلي لتثبيتها في الجزء السفلي من غيم كيوب ولديهم أيضًا زر إخراج على الجانب الأيمن من الوحدة لإزالة ألعاب غيم بوي أدفانس. تبرز ألعاب غيم بوي وغيم بوي كولر من الوحدة، كما هو الحال مع غيم بوي أدفانس وغيم بوي أدفانس أس بي، بحيث يمكن إزالتها بسهولة عند إيقاف تشغيل النظام أو اختيار «تبديل الخرطوشة» من القائمة.
على عكس بعض ملحقات غيم كيوب، بما في ذلك منفذ غيم بوي أدفانس، لا يتوافق غيم بوي بلاير مع وي مباشرة. يفتقر وي إلى منفذ عالي السرعة من غيم كيوب الذي يناسبه غيم بوي بلاير؛ بالإضافة إلى ذلك، يطابق غيم بوي بلاير بصمة غيم كيوب. تتمتع وي بصمة مختلفة تمامًا مما يجعل التوافق المباشر معقدًا للغاية بحيث لا يمكن تضمينه.
يعد غيم بوي بلاير منطقة خالية، مما يعني أن الوحدات ستعمل على أي نظام غيم كيوب بغض النظر عن المنطقة. ومع ذلك، فإن أقراص التمهيد مقفلة بالمنطقة ويجب أن تتطابق مع منطقة نظام غيم كيوب.

## وحدات التحكم
يسمح غيم بوي بلاير بالتحكم إما من خلال وحدة تحكم غيم كيوب أو غيم بوي أدفانس أو غيم بوي أدفانس إس بي المتصل بكابل غيم كيوب-غيم بوي. عند استخدام غيم بوي أدفانس، تكون الأزرار متطابقة، ولكن نظرًا للتخطيط المختلف لوحدة تحكم غيم كيوب، هناك نوعان مختلفان من التعيينات يمكن للاعبين استخدامها. أيضًا، يجب توصيل وحدة تحكم غيم كيوب واحدة على الأقل للوصول إلى القائمة الداخلية لغيم بوي بلاير، والتي يمكن الوصول إليها عن طريق الضغط على الزر Z.
يتم التعرف على جميع وحدات التحكم وغيم بوي أدفانس وغيم بوي أدفانس إس بي المتصلة بغيم كيوب على أنهم نفس اللاعب. يسمح هذا بنوع من الوضع التعاوني للألعاب التي لا تحتوي عليها عادةً (لم يكن هذا على الأرجح مقصودًا من قبل نينتندو). علاوة على ذلك، يسمح السماح بوحدات تحكم متعددة معترف بها على أنها نفس اللاعب بلعب أبسط وأكثر راحة لألعاب غيم بوي أدفانس متعددة اللاعبين ذات النظام الفردي، مثل تلك الموجودة في ماريو بارتي أدفانس، بدلاً من ما يصل إلى أربعة لاعبين يحملون وحدة غيم بوي أدفانس واحدة.
من أجل ربط الأجهزة الأخرى، يتعين على اللاعبين الاتصال بمنفذ الامتداد في غيم بوي بلاير باستخدام الكابل المناسب، والذي يعتمد على ما إذا كانت اللعبة مصممة لغيم بوي أدفانس أو نظام غيم بوي الذي تم إصداره قبل غيم بوي أدفانس.
| أزرار وحدة تحكم غيم كيوب | النوع الأول - تحكم غيم بوي أدفانس | النوع الثاني - تحكم غيم بوي أدفانس |
| ------------------------ | --------------------------------- | ---------------------------------- |
| عصا التحكم / دي باد      | دي باد                            | دي باد                             |
| الأزرار A/B              | الأزرار A/B                       | الأزرار A/B                        |
| أزرار L/R                | أزرار L/R                         | زر Select                          |
| أزرار X/Y                | زر Select                         | أزرار L/R                          |
| زر Start                 | زر Start                          | زر Start                           |
| عصا التحكم C             | غير مستعمل                        | دي باد                             |
| زر Z                     | القائمة الرئيسية                  | القائمة الرئيسية                   |

النوع الأول أقرب إلى التخطيط العادي لغيم بوي أدفانس، بينما تجعل النوع الثاني من السهل اللعب بيد واحدة وتسمح أيضًا لبعض عمليات إعادة الإصدار سوبر نينتندو بالتحكم أكثر مما قد يكون لديهم مع وحدة تحكم سوبر نينتندو، حيث غالبًا ما تم تعيين الزر Y على تم تعيين الزر L والزر X إلى R.

### وحدات تحكم الطرف الثاني

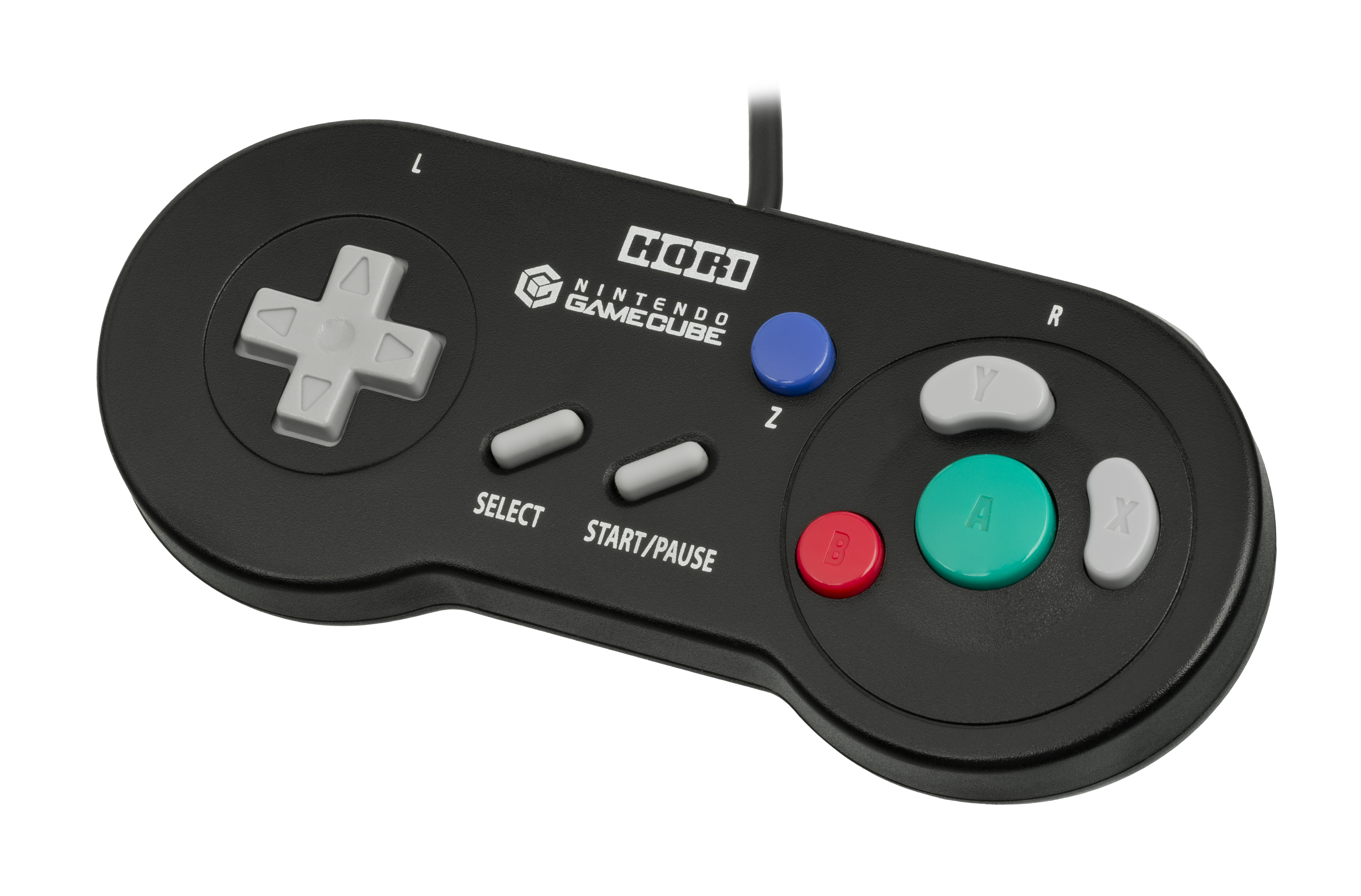
قامت شركة هوري بتصنيع وحدة تحكم مشابهة لوحدة تحكم سوبر نينتندو للاستخدام مع غيم بوي بلاير.

ابتكرت شركة هوري اليابانية المصنعة للأجهزة للسوق اليابانية وحدة تحكم رقمية خاصة مصممة للاستخدام مع غيم بوي بلاير. يشبه تصميم وحدة التحكم تصميم وحدة التحكم سوبر نينتندو، ولكن مع تخطيط زر وجه غيم كيوب. بالإضافة إلى ذلك، يوجد زر تحديد على وحدة التحكم تم تعيينه للزر Y داخليًا.

## شاشة القائمة
تحتوي القائمة على ستة خيارات للاختيار من بينها:
- الإطار: يغير الحدود الملونة حول «شاشة» اللعبة إلى واحد من عشرين نمطًا مختلفًا. حدود سوبر غيم بوي غير مدعومة.
- الحجم: يغير الحجم الذي تشغله شاشة غيم بوي أدفانس على التلفزيون (عادي حوالي 80٪ ويظهر أكثر حدة في بعض الأجهزة، بينما يكبر Full الصورة إلى الحافتين اليمنى واليسرى من التلفزيون)
- وحدة التحكم: تقوم بالتبديل بين تعيينات وحدة التحكم
- الشاشة: تتحكم في تأثير ضبابية الحركة لتقليل الوميض المحتمل من حيل البرمجة المصممة لشاشة غيم بوي أدفانس. يمكن ضبطه على «حاد» (بدون تشويش)، أو «عادي» (بعض التعتيم)، أو «ناعم» (أكثر تشويشًا).
- المؤقت: اضبط المنبه لمدة تتراوح من واحد إلى ستين دقيقة.
- تغيير الكارتريدج: يوقف اللعبة بحيث يمكن تبديل الخراطيش بأمان، دون الحاجة إلى إيقاف تشغيل غيم كيوب (من الأفضل حفظ بيانات اللعبة قبل القيام بذلك).

## التوافق
يدعم غيم بوي بلاير ما يلي:
- خرطوشة روم غيم بوي أدفانس: متوافق مع معظم ألعاب غيم بوي، وغيم بوي كولر، وغيم بوي أدفانس. يمكن لعب ألعاب غيم بوي باستخدام نفس لوحات ألوان قابلة للتحديد كما هو الحال في غيم بوي أدفانس، وغيم بوي كولر، وغيم بوي أدفانس إس بي. الألعاب مع مشاكل التوافق مذكورة أدناه.
- إي-ريدر: متوافق مع ملحق إي-ريدر، بالإضافة إلى الكل ماريو بارتي-إي، سوبر ماريو أدفانس 4-إي، أنيمل كروسينغ-إي، ألعاب كلاسيكية، وبطاقات بوكيمون باتل-إي.
- كابل ربط غيم كيوب - غيم بوي أدفانس: من خلال توصيله بمنفذ تحكم غيم كيوب، يمكن استخدام غيم بوي أدفانس أو غيم بوي أدفانس إس بي كبديل لوحدة تحكم غيم كيوب.
- محول لاسلكي: يدعم غيم بوي تمامًا استخدام محول لاسلكي، وسيعمل مع جميع الألعاب المتوافقة مع الملحق.

### قضايا التوافق
يذكر دليل التعليمات الخاص بغيم بوي بلاير على وجه التحديد أن «عدد قليل من خراطيش غيم بوي الأصلي قد يكون بها مشاكل في العرض أو الصوت» وأن «الخراطيش التي تستخدم مستشعر الحركة [...] وميزة الدمدمة وميزة الأشعة تحت الحمراء لن تعمل مع غيم بوي بلاير.» تتعلق القائمة التالية بألعاب وملحقات غيم بوي أدفانس التي بها مشكلات في التوافق، سواء كانت برامج أو أجهزة مادية، مع غيم بوي بلاير:
- غيم بوي أدفانس فيديو: جميع خراطيش غيم بوي أدفانس فيديو غير متوافقة مع غيم بوي بلاير. كان هذا الإجراء لمنع المستخدمين من إرفاق غيم بوي بلاير بجهاز مسجل الفيديو أو مسجل دي في دي ونسخ مادة غيم بوي فيديو.[5] تكتشف خرطوشة غيم بوي أدفانس فيديو غيم بوي بلاير وترفض التمهيد عند التشغيل تحتها، مما يعطي رسالة خطأ. حتى إذا كانت الخراطيش قابلة للتشغيل على المشغل (وهي من خلال استخدام خراطيش الفلاش وأكشن ريبلاي)، فقد تم تقليل دقة وسيط غيم بوي أدفانس بشكل كبير، مما تسبب في ظهور البيكسلات والصوت الذي ستلتقطه شاشة كبيرة بها مكبرات صوت أعلى.
- أكشن ريبلاي/غيم شارك: معظم طرز أكشن ريبلاي أو غيم شارك لغيم بوي أدفانس أو غيم بوي كولر واسعة جدًا بحيث لا تتناسب مع فتحة خرطوشة غيم بوي بلاير وغالبًا ما تتجعد أسفل النظام. يمكن للمرء التغلب على هذه المشكلة إما عن طريق تعديل الجهاز أو ببساطة من خلال استخدام حافة أو دعم النظام بوصة واحدة. على الرغم من هذه المشكلات، ستعمل أجهزة أكشن ريبلاي وغيم شارك الأكثر شيوعًا بشكل طبيعي.
- مستشعرات الحركة: كيربي تيلتن تامبل لغيم بوي كولر؛ ويوشيز يونيفيرسال غرافيتيشن، وواريو وير: تويستد! وكورو كورو بازل هابي بانيتشو! لغيم بوي أدفانس، تستخدم جميعها مستشعرات الحركة. بينما يدعي الدليل أن هذه الألعاب غير متوافقة مع غيم بوي بلاير،[4] من الممكن لعبها، ولكن التحكم فيها غير عملي بشكل صحيح؛ نظرًا لتصميم مستشعر الحركة مع وضع وحدة غيم بوي في الاعتبار، فمن الضروري إمالة نظام غيم كيوب بأكملها للتحكم فيها.[6]
  - توجد رقع استشعار الحركة لبعض صور ROM الخاصة بألعاب غيم بوي أدفانس للسماح باستخدامها في غيم بوي بلاير،[7] ولكن هذه الطريقة غير ممكنة بدون خرطوشة الفلاش.
- الأشعة تحت الحمراء: نظرًا لعدم وجود منفذ الأشعة تحت الحمراء في غيم بوي بلاير، لا يمكن لألعاب غيم بوي كولر استخدام هذه الميزة عند تشغيلها على غيم بوي بلاير.[4]
- خراطيش بوكتاي: بينما يمكن لعب الألعاب على غيم بوي بلاير، إلا أن التحكم فيها غير عملي بسبب اعتمادها على مستشعر الضوء.[8]
- غيم بوي كاميرا: تعمل طرفية غيم بوي كاميرا بشكل مثالي في غيم بوي بلاير. في حين أنه من غير العملي التقاط الصور بها بسبب الموضع الثابت للكاميرا، فإن ميزاتها الأخرى (النظر إلى الألبوم وختم الصور وممارسة الألعاب وطباعة الصور وما إلى ذلك) تعمل بشكل طبيعي.
- غيم بوي مايكرو: لا يمكن توصيل غيم بوي مايكرو بغيم بوي بلاير عبر كابل الربط. المعدات المطلوبة للربط هي كابل ربط غيم بوي مايكرو ومحول موصل غيم بوي مايكرو، جنبًا إلى جنب مع غيم بوي مايكرو وغيم بوي بلاير. تم تصميم محول الموصل بطريقة تجعل قطعة البلاستيك البارزة في الأعلى تمنع إدخاله في غيم بوي بلاير طوال الوقت. على الرغم من ذلك، ذكرت نينتندو سابقًا على موقعها على الويب أنه يمكن استخدام محول الموصل للاتصال بغيم بوي بلاير.[9] ومع ذلك، من خلال فصل قطعتين من البلاستيك في نهاية موصل المحول الذي يتصل بغيم بوي أدفانس، يصبح الارتباط بين غيم بوي مايكرو وغيم بوي بلاير ممكنًا. يمكن لغيم بوي مايكرو أيضًا التواصل مع غيم بوي بلاير باستخدام محولات لاسلكية (محول غيم بوي مايكرو اللاسلكي لجهاز غيم بوي مايكرو ومحول غيم بوي أدفانس اللاسلكي لغيم بوي بلاير).
- ألعاب مع الدمدمة المتكاملة لغيم بوي كولر: قد تكون ألعاب غيم بوي كولر مثل بوكيمون بينبول تملك دمدمة متكاملة. بينما يدعي الدليل أن هذه الألعاب غير متوافقة مع غيم بوي بلاير،[4] يمكن لعبها، لكن ميزة الدمدمة لا يمكن للاعب الوصول إليها لأنه يتم إخراجها فقط من خلال الخرطوشة نفسها، وليس نظام غيم كيوب. بالإضافة إلى ذلك، لا تتناسب الخراطيس مع غيم بوي بلاير بسهولة مثل معظم الخراطيش الأخرى.
- أكشن باد/بيت باد: لا تتفاعل وحدتي تحكم لوحة الرقص لغيم كيوب، جي سي إن أكشن باد (المجمعة مع دانس دانس ريفولوشن ماريو مكس) وماد كاتز بيت باد (المجمعة مع إم سي غروفز دانس كرايز) بشكل صحيح مع ألعاب غيم بوي كولر لسلسلة دانس دانس ريفولوشن بسبب مشاكل مزامنة الوقت. هذا على الأرجح لأنه لم يكن من المفترض استخدامهما معًا.
- ألعاب غيم بوي كولر غير المتوافقة مع غيم بوي أدفانس: لا تتوافق ألعاب بوكيت ميوزك[10] وتشي-تشاي ألين مع غيم بوي أدفانس، وبالتالي مع غيم بوي بلاير، مما يعطي رسالة خطأ تفيد بأنه لا يمكن لعبها إلا على غيم بوي كولر إذا حاولت ذلك.تستخدم لعبة تشي-تشاي ألين منفذ الأشعة تحت الحمراء الخاص بغيم بوي كولر لاكتشاف الضوء كجزء أساسي من اللعبة. تستخدم بوكيت ميوزك شريحة الصوت الخاصة بغيم بوي كولر بطرق غير ممكنة في غيم بوي أدفانس، لذلك تم إصدار نسخة منفصلة لغيم بوي أدفانس.

## تمكين الدمدمة
أضاف غيم بوي بلاير ميزة الدمدمة إلى بعض ألعاب غيم بوي أدفانس عند لعبها باستخدام نظام غيم كيوب. وشملت تلك الألعاب:
- دريل دوزر[11]
- ماريو أند لويجي: سوبرستار ساجا
- بوكيمون بينبول: روبي أند سيفر
- شيكاكوي أتاما وو ماروكورسورو أدفانس: كوكوغو سانسو ريكا شاكاي
- شيكاكوي أتاما وو ماروكورسورو أدفانس: كانجي كيسان
- سامون نايت كرافت سورد مونوغاتاري: هاجيماري نو إيشي
- سوبر ماريو أدفانس 4: سوبر ماريو برذرز 3

## الإستقبال
كان الاستقبال إيجابيًا بشكل أساسي - فقد استشهدت العديد من مواقع المراجعة بكيفية زيادة نينتندو لمكتبة غيم كيوب بشكل فعال من خلال مئات الألعاب باستخدام غيم بوي بلاير، وهو أمر أشاد به بعض المراجعين وسخر منه آخرون باعتباره حيلة رخيصة.
ذكرت آي جي إن أن التصفية التي يستخدمها غيم بوي (لتخفيف تأثير ستروب على الألعاب باستخدام خدعة وميض لجعل الأشياء تبدو شفافة) «موحلة» بعض الرسومات.

## منفذ أدفانس غيم
تم إصدار نسخة داتيل من غيم بوي بلاير في عام 2003. يتصل هذا الدونجل بفتحة بطاقة الذاكرة B ويمكن تمهيده باستخدام قرص التمهيد المرفق. النماذج اللاحقة لها مولدات كود لأجهزة الغش المدمجة. الميزة هي أنه لا توجد حاجة إلى إزالة الألواح الموجودة في الأسفل، ولا الأدوات اللازمة لتثبيتها. على عكس غيم بوي الأصلي، يستخدم منفذ أدفانس غيم محاكاة البرامج، مما يتسبب في العديد من مشكلات الصوت والفيديو في العديد من الألعاب.
حتى إصدار قائمة النظام 3.0، وبعد فجر وي هومبريو، كانت هذه أيضًا هي الطريقة الوحيدة لتشغيل ألعاب غيم بوي أدفانس على وي - لأنه نظرًا لأن وي يفتقر إلى المنفذ الصحيح، لا يمكن استخدام غيم بوي بلاير قبل قائمة النظام 3.0، سمحت وي ببرنامج غيم كيوب غير رسمي، مثل هذا وأكشن ريبلاي. نظرًا لتوصيل الدونجل بفتحة بطاقة الذاكرة، كان متوافقًا تمامًا مع وي. منعت قائمة النظام 3.0 تشغيل برنامج غيم كيوب غير الرسمي، مما جعل هذا غير قابل للاستخدام. مع فجر وي هومبريو، أصبح من الممكن الآن تشغيل مجموعة ألعاب غيم بوي عبر محاكي.